# Péter Nagy (sztangista)
Péter Nagy (ur. 16 stycznia 1986 w Komáromie) – węgierski sztangista, medalista mistrzostw Europy, medalista uniwersjady, trzykrotny olimpijczyk (Londyn, Rio de Janeiro, Tokio).

## Przebieg kariery
Zadebiutował w 2005 występem w mistrzostwach Europy juniorów rozgrywanych w Trenczynie, który zakończył na 9. pozycji. W zawodach seniorów zadebiutował już rok później, startując w mistrzostwach świata w Santo Domingo – zajął 17. pozycję z rezultatem 362 kg w dwuboju.
W 2011 został mistrzem uniwersjady, której zmagania rozgrywano w Shenzhen, zawodnik wywalczył złoty medal dzięki rezultatowi 412 kg. Dwa lata później sięgnął po kolejny medal uniwersjady, w Kazaniu uzyskał 409 kg i dzięki niemu otrzymał brązowy medal. W 2018 roku zaś otrzymał brązowy medal mistrzostw Europy, na których w swej kategorii wagowej uzyskał rezultat 416 kg.
Trzykrotnie startował w letnich igrzyskach olimpijskich. W Londynie zajął 9. pozycję z rezultatem 416 kg w dwuboju, w Rio de Janeiro zajął 10. pozycję z wynikiem 420 kg, natomiast w Tokio zajął 7. pozycję z rezultatem 396 kg.

## Osiągnięcia
| Rok  | Zawody                      | Miasto         | Miejsce | Kategoria | Wynik  |
| ---- | --------------------------- | -------------- | ------- | --------- | ------ |
| 2005 | Mistrzostwa Europy juniorów | Trenczyn       | 9.      | +105 kg   | 332 kg |
| 2006 | Mistrzostwa świata juniorów | Hangzhou       | 7.      | +105 kg   | 367 kg |
| 2006 | Mistrzostwa Europy juniorów | Palermo        | 6.      | +105 kg   | 373 kg |
| 2006 | Mistrzostwa świata          | Santo Domingo  | 17.     | +105 kg   | 362 kg |
| 2007 | Mistrzostwa Europy          | Strasburg      | 8.      | +105 kg   | 376 kg |
| 2007 | Mistrzostwa świata          | Chiang Mai     | DNF     | +105 kg   | N/A    |
| 2008 | Mistrzostwa Europy          | Lignano        | 10.     | +105 kg   | 380 kg |
| 2009 | Mistrzostwa Europy          | Bukareszt      | 5.      | +105 kg   | 408 kg |
| 2010 | Mistrzostwa Europy          | Mińsk          | 8.      | +105 kg   | 391 kg |
| 2010 | Mistrzostwa świata          | Antalya        | 15.     | +105 kg   | 395 kg |
| 2011 | Uniwersjada                 | Shenzhen       | 1.      | +105 kg   | 412 kg |
| 2011 | Mistrzostwa świata          | Paryż          | 7.      | +105 kg   | 415 kg |
| 2012 | Mistrzostwa Europy          | Antalya        | 7.      | +105 kg   | 412 kg |
| 2012 | Letnie igrzyska olimpijskie | Londyn         | 9.      | +105 kg   | 416 kg |
| 2013 | Mistrzostwa Europy          | Tirana         | 6.      | +105 kg   | 409 kg |
| 2013 | Uniwersjada                 | Kazań          | 3.      | +105 kg   | 409 kg |
| 2013 | Mistrzostwa świata          | Wrocław        | 6.      | +105 kg   | 411 kg |
| 2014 | Mistrzostwa Europy          | Tel Awiw       | 7.      | +105 kg   | 411 kg |
| 2014 | Mistrzostwa świata          | Ałmaty         | 11.     | +105 kg   | 407 kg |
| 2015 | Mistrzostwa Europy          | Tbilisi        | 4.      | +105 kg   | 417 kg |
| 2015 | Mistrzostwa świata          | Houston        | 16.     | +105 kg   | 402 kg |
| 2016 | Mistrzostwa Europy          | Førde          | 6.      | +105 kg   | 414 kg |
| 2016 | Letnie igrzyska olimpijskie | Rio de Janeiro | 10.     | +105 kg   | 420 kg |
| 2017 | Mistrzostwa Europy          | Split          | 6.      | +105 kg   | 405 kg |
| 2017 | Mistrzostwa świata          | Anaheim        | 10.     | +105 kg   | 414 kg |
| 2018 | Mistrzostwa Europy          | Bukareszt      | 3.      | +105 kg   | 416 kg |
| 2018 | Mistrzostwa świata          | Aszchabad      | 9.      | +109 kg   | 413 kg |
| 2019 | Mistrzostwa Europy          | Batumi         | 9.      | +109 kg   | 404 kg |
| 2019 | Mistrzostwa świata          | Pattaya        | 18.     | +109 kg   | 397 kg |
| 2021 | Mistrzostwa Europy          | Moskwa         | 8.      | +109 kg   | 404 kg |
| 2021 | Letnie igrzyska olimpijskie | Tokio          | 7.      | +109 kg   | 396 kg |
| 2021 | Mistrzostwa świata          | Taszkent       | 16.     | +109 kg   | 390 kg |

Źródło: .